# راوية بخيت
راوية بخيت (من مواليد 25 سبتمبر 1986) هي لاعبة كرة طائرة إماراتية. كانت عضواً في منتخب الإمارات العربية المتحدة للكرة الطائرة للسيدات. شاركت في دورة الألعاب العربية 2011،  وحصلت على الميدالية البرونزية.